# Подарга
Подарга в древногръцката митология е една от харпиите – същества с отчасти човешки, отчасти - птичи черти, дъщери на морския бог Тавмант и океанидата Електра. Името на Подарга означава в превод „бързонога“.
В някои митове харпиите са представени като зли похитителки на деца и като завличащи душите на особено лошите хора в бездната Тартар, внезапно налитащи и внезапно изчезващи като вятър. Също така, известна легенда е и тази за цар Финей, когото дълго лишавали от храна.
В Омировата „Илиада“ (глава XVI, 148 – 151) близостта между харпиите и вятъра е изразена и в това, че от бога на вятъра Зефир харпията Подарга ражда двата безсмъртни коня на героя Ахил, наречени Балий и Ксант.